# 3904英呎
《3904英呎》（英語：3904 Feet），是一部於2017年上映的台灣劇情電影。由林又立、王為、路嘉欣、高英軒領銜主演。，於2017年12月8日上映。

## 演員列表
| 演員姓名 | 角色名稱 | 介紹                                                             |
| 林又立   | 沈慧欣   | 勇敢實踐夢想，最後成為機師。                                     |
| 王為     | 呂明尚   | 沈慧欣男友，機場訓練地求婚後被分手。                             |
| 路嘉欣   | 沈慧蓉   | 反對慧欣追夢,後仍全力支持慧欣,經過慧欣的感染,也去追尋自己的夢想. |
| 高英軒   | 溫季碩   | 考古學家,夢想從天空進行勘查地形而學習飛行                        |
| 趙逸嵐   | Natasha  | 小提琴家,後進修兒童研究所,想創作出一本適合全齡的童話故事.        |
| 黃庭軒   | 小P      | 你一定猜不到我是做什麼的,其實我是賣豬肉的.                       |

## 外部連結
- 3904英呎的Facebook專頁
- 豆瓣电影上《3904英呎》的資料 （简体中文）
- 香港影庫上《3904英呎》的資料（繁體中文）
- 開眼電影網上《3904英呎》的資料（繁體中文）
- 互联网电影数据库（IMDb）上《3904英呎》的资料（英文）